# Muzeum Pocztowe w Pradze
Muzeum Pocztowe w Pradze (cz. Poštovní muzeum) – muzeum zlokalizowane w dzielnicy Smíchov. Mieści się w dawnym klasztorze benedyktynek od 1933 roku. Muzeum posiada zbiory dotyczące rozwoju poczty. Jest też w posiadaniu europejskich znaczków.